# Neocrepidodera motschulskii
Neocrepidodera motschulskii es una especie de insecto coleóptero de la familia Chrysomelidae. Fue descrita científicamente en 1991 por Konstantinov.